# آیکوئیان

نقشهٔ قبایل ایتالیا در سدهٔ پنجم قبل از میلاد که در آن آیکوئیان با نام Aequians نمایانده شده‌اند. گفتنی است که در این دوران (سده‌های ششم تا پنجم قبل از میلاد) جمهوری روم هنوز بر کل شبه‌جزیرهٔ ایتالیا مسلط نشده بود.

آیکوئیان (به لاتین: Aequi) یکی از مردمان ایتالیک ساکن دامنه‌های کوهستان آپنین در شرق لاتیوم و در ایتالیای مرکزی (حدوداً استان‌های لاتسیو و اَبروتسو) بودند که در اوایل تاریخ روم باستان ظاهر شدند. ایشان پس از دهه‌ها نبرد با جمهوری روم سرانجام در ۳۰۴ قبل از میلاد تماماً مطیع روم شدند، و رومیان مستعمره‌های متعدد در خاکشان ساختند. تنها دو کتیبه باقی مانده‌اند که می‌نماید به زبان آیکوئی نوشته شده باشند و فقط در حدی می‌توان نتیجه‌گیری علمی کرد که زبان مزبور از شاخه زبان‌های ایتالیک و، در نتیجه، از خانواده زبان‌های هندواروپائیست.

## تاریخ
برطبق گفتهٔ استرابون، آیکوئیان پیش از تأسیس شهر روم (محققاً در ۷۵۳ ق. م) وجود داشته‌اند. نخستین بار، تیتوس لیویوس، مؤلف کتاب از پیدایش روم، به ایشان به‌عنوان یک ملت اشاره کرد که رومیان اصول و تشریفات اعلان جنگ را از آنان اقتباس کردند. لیویوس همچنین می‌افزاید که لوکیوس تارکوئینیوس متکبر، آخرین پادشاه روم، با آیکوئیان صلح کرد.
آنان جنگ‌های بسیار با رومیان داشتند که از جمله آن‌ها نبرد کوه آلگیدوس در ۴۵۸ ق.م. است. می‌گویند که شهر اصلی‌شان در حدود ۴۸۴ ق.م. و سپس نود سال بعد به تصرف رومیان درآمد.
در ۳۹۰ ق. م، یک سپاه گل‌ها ارتش روم را در نبرد آلیا شکست داد و سپس روم را غارت کرد که نخستین غارت تاریخ روم بود. نویسندگان باستانی نوشته‌اند که در ۳۸۹ ق.م. اتروسکان و ولسکیان و آیکوئیان همگی سپاهی راست داشتند و به خیال بهره‌برداری از این ضربهٔ وارده بر روم برآمدند. بر طبق نوشته‌های لیویوس و پلوتارک، آیکوئیان سپاه خویش را در بولای متجمع کردند. با این‌حال، دیکتاتور مارکوس فوریوس کامیلوس شکست سنگینی بر ولسکیان وارد کرد و سپاه آیکوئیان را غافلگیر نموده هم لشکرگاه و هم شهرشان را متصرف شد. برطبق گفتهٔ لیویوس، در ۳۸۸ ق.م. بار دیگر یک سپاه روم قلمرو آیکوئیان را ویران کرد و این‌بار با مقاومتی مواجه نشد.